# Privatizacija braka
Privatizacija braka je koncept prema kojemu država ne bi trebala imati autoritet i kontrolu nad definicijom uvjeta odnosa između članova društva (građana). Zagovaratelji privatizacije braka su najčešće neki anarhisti, minarhisti, libertarijanci te dio onih koji se protive državnom intervencionizmu te isti tvrde kako takve odnose najbolje definiraju članovi društva sami između sebe. Zagovaratelji smatraju privatizaciju braka najboljim rješenjem socijalnih kontroverzi i pitanja oko istospolnih brakova.